# 國立員林高級中學
國立員林高級中學，簡稱員林高中、員高，舊稱省員中，為一所位於臺灣彰化縣員林市的三年制的國立普通型高級中等學校。

## 校史
| 時間          | 事件                                                       |
| ------------- | ---------------------------------------------------------- |
| 1937年4月1日  | 創校，校名為「臺中州立員林家政女學校」。                   |
| 1944年        | 改制為「員林農業實踐學校」。                               |
| 1945年        | 中華民國接管臺灣，改制為「臺中縣立員林初級農業職業學校」。 |
| 1946年4月12日 | 改制為「臺中縣立員林初級中學」。                           |
| 1949年8月     | 增設高中部，改制為「臺灣省立員林中學」。                   |
| 1968年        | 政府實施九年國民教育，初中部停止招收新生。                 |
| 1970年        | 6月初中部結束。8月1日改制為「臺灣省立員林高級中學」。      |
| 2000年2月     | 精省改隸教育部，更名為『國立員林高級中學』。               |
| 2002年        | 增設美術資優班。                                           |
| 2004年        | 成立語言資優班。                                           |
| 2006年8月     | 獲行政院國科會高瞻計畫補助。                               |
| 2008年4月29日 | 日本愛知縣、崎阜縣觀光協會官員來訪。                       |

## 歷任校長
| 姓名   | 性別 | 任期                 |
| ------ | ---- | -------------------- |
| 張火樹 | 男   | 1945年12月—1946年1月 |
| 李嘉嵩 | 男   | 1946年1月—1947年5月  |
| 施寶   | 男   | 1947年5月—1949年7月  |
| 張致祥 | 男   | 1949年8月—1951年8月  |
| 洪樵榕 | 男   | 1951年8月—1957年5月  |
| 廖五湖 | 男   | 1957年7月—1965年7月  |
| 羅旭升 | 男   | 1965年7月—1969年2月  |
| 熊惠民 | 男   | 1969年2月—1972年8月  |
| 王成荃 | 男   | 1972年9月—1982年7月  |
| 潘星照 | 男   | 1982年8月—1989年1月  |
| 郎致運 | 男   | 1989年2月—1991年1月  |
| 簡蒼調 | 男   | 1991年2月—1997年7月  |
| 孔建國 | 男   | 1997年8月—2004年7月  |
| 粘淑真 | 女   | 2005年2月—2009年8月  |
| 呂培川 | 男   | 2009年8月—2015年7月  |
| 游源忠 | 男   | 2015年8月—2022年7月  |
| 楊豪森 | 男   | 2022年8月—           |

## 外部連結
- 國立員林高級中學（页面存档备份，存于）